# Jerzy Kado
Jerzy Kado (ur. 7 kwietnia 1941 w Margoninie) – polski polityk, samorządowiec, poseł na Sejm II kadencji.

## Życiorys
W 1965 ukończył studia na Wydziale Hodowli Zwierząt Wyższej Szkoły Rolniczej w Poznaniu. Zajmował się działalnością hodowlaną.
Bez powodzenia kandydował do Sejmu w 1989 z ramienia Zjednoczonego Stronnictwa Ludowego. Był posłem II kadencji wybranym w okręgu pilskim z listy Polskiego Stronnictwa Ludowego. W latach 1990–2006 pełnił funkcję burmistrza Margonina. W wyborach samorządowych w 2006 bezskutecznie kandydował jedynie do sejmiku wielkopolskiego. Mandat radnego objął w 2007 w związku z jego utratą przez innego radnego PSL. Utrzymywał go również w 2010 i w 2014. W 2018 nie kandydował w wyborach.
W 1999 otrzymał Krzyż Kawalerski Orderu Odrodzenia Polski.